# We Made It
«We Made It» es un sencillo promocional del rapero Busta Rhymes con la colaboración de la banda de rock Linkin Park.
La canción iba a ser parte del octavo álbum de Busta Rhymes, Back on My BS , pero luego fue sacada de la lista de canciones debido a que el álbum será lanzado con una disquera diferente. "We Made It" fue la última canción de Busta Rhymes con Interscope. La canción fue producida por Cool & Dre, con una producción adicional de Linkin Park, Mike Shinoda y Brad Delson.
La canción fue lanzada el 29 de abril de 2008. Fue el último lanzamiento de Busta Rhymes en Aftermath Entertainment. La canción debutó en la Billboard Hot 100 con el número 65. Después fue usada por TNT como tema para la cobertura de las Finales de la NBA de la Conferencia Oeste y formó parte la banda sonora de Madden NFL 09. Debido a la liberación de Busta Rhymes respecto de Aftermath / Interscope Records, la pista sólo aparecerá como bonus track en el álbum.